# Bolívar Gómez
Bolívar Gómez (Esmeraldas, 31 de julho de 1977) é um ex-futebolista equatoriano que atuava como defensor.

## Carreira
Bolívar Gómez integrou a Seleção Equatoriana de Futebol na Copa América de 1999.